# Sam Greenlee
Samuel Elder Greenlee, Jr. (13 de julio de 1930 - 19 de mayo de 2014) fue un escritor afroamericano, más conocido por su controvertida novela The Spook Who Sat by the Door (El cimarrón que se sentaba junto a la puerta), que fue publicado por primera vez en Londres por Allison & Busby en marzo de 1969 (habiendo sido rechazado por decenas de editoriales conocidas), y llegó a ser elegido como Libro The Sunday Times del Año. La novela fue llevada posteriormente a una película de 1973 del mismo nombre, dirigida por Ivan Dixon y coproducido y escrita por Greenlee, que ahora se considera un "clásico de culto".

## Muerte
El 19 de mayo de 2014, Greenlee murió en Chicago a la edad de 83 años.